# Carmagnola
Carmagnola is een gemeente in de Italiaanse provincie Turijn (regio Piëmont) en telt 25.718 inwoners (31-12-2004). De oppervlakte bedraagt 96,4 km², de bevolkingsdichtheid is 267 inwoners per km².
De volgende frazioni maken deel uit van de gemeente: San Bernardo, Salsasio, San Giovanni, San Michele Grato,Cappuccini, Casanova, Tuninetti, Vallongo en Motta e Corno.

## Demografie
Carmagnola telt ongeveer 10470 huishoudens. Het aantal inwoners steeg in de periode 1991-2001 met 0,8% volgens cijfers uit de tienjaarlijkse volkstellingen van ISTAT.
| Jaar | Inwoneraantal |
| ---- | ------------- |
| 1991 | 24.725        |
| 2001 | 24.911        |

## Geografie
De gemeente ligt op ongeveer 240 m boven zeeniveau.
Carmagnola grenst aan de volgende gemeenten: Poirino, Villastellone, Carignano, Lombriasco, Ceresole Alba (CN), Racconigi (CN), Sommariva del Bosco (CN) en Caramagna Piemonte (CN).

## Externe link

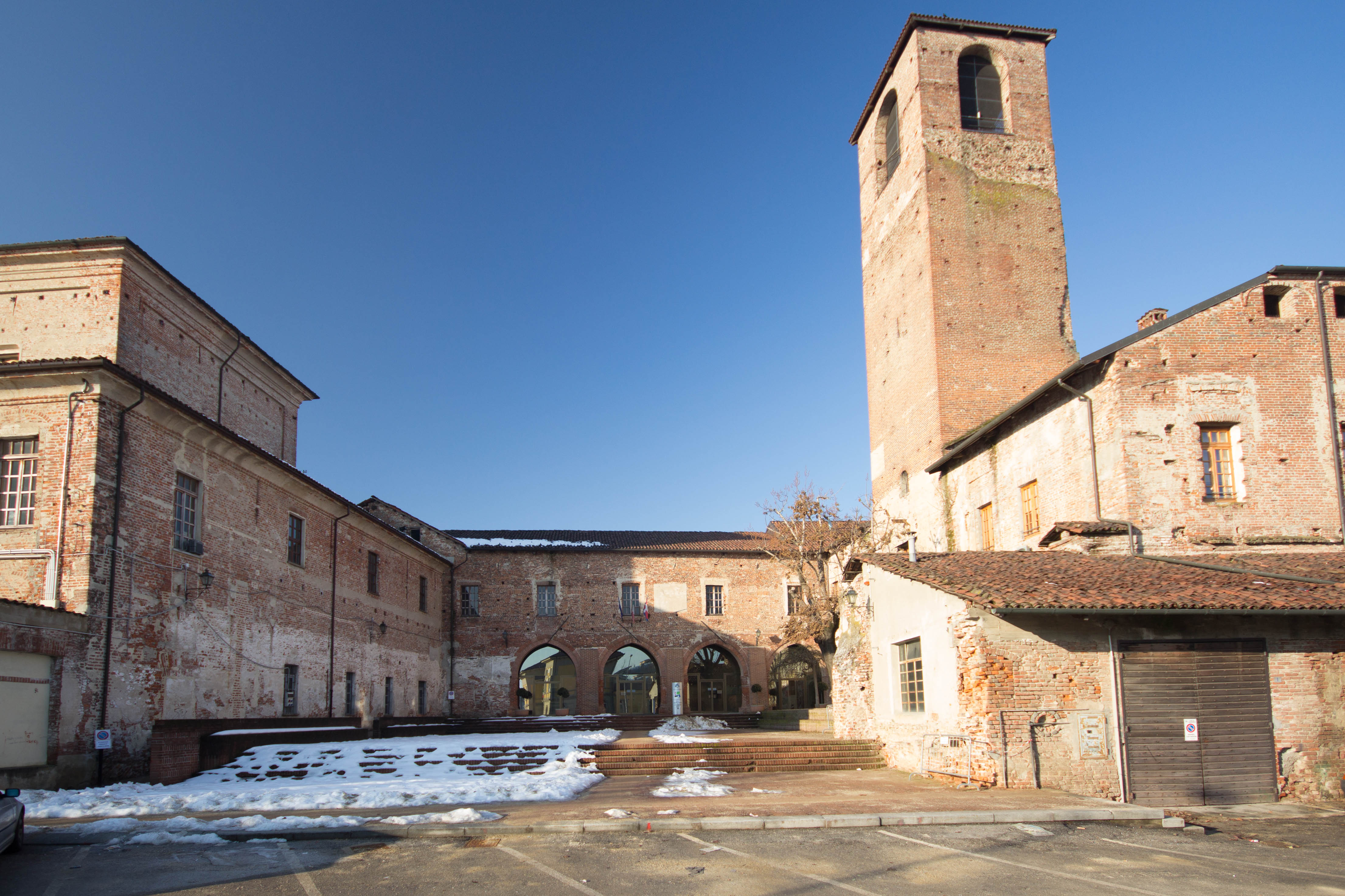
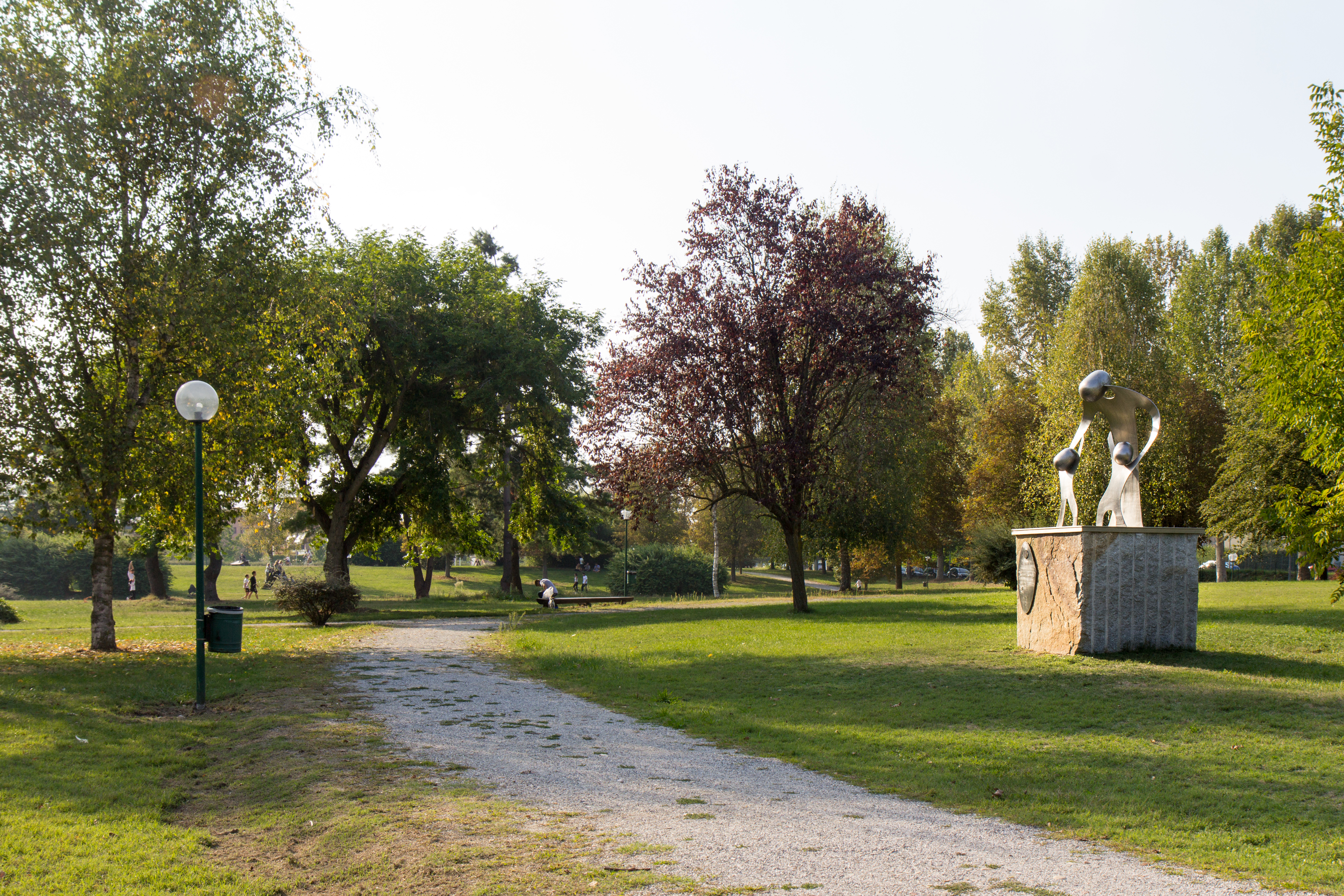
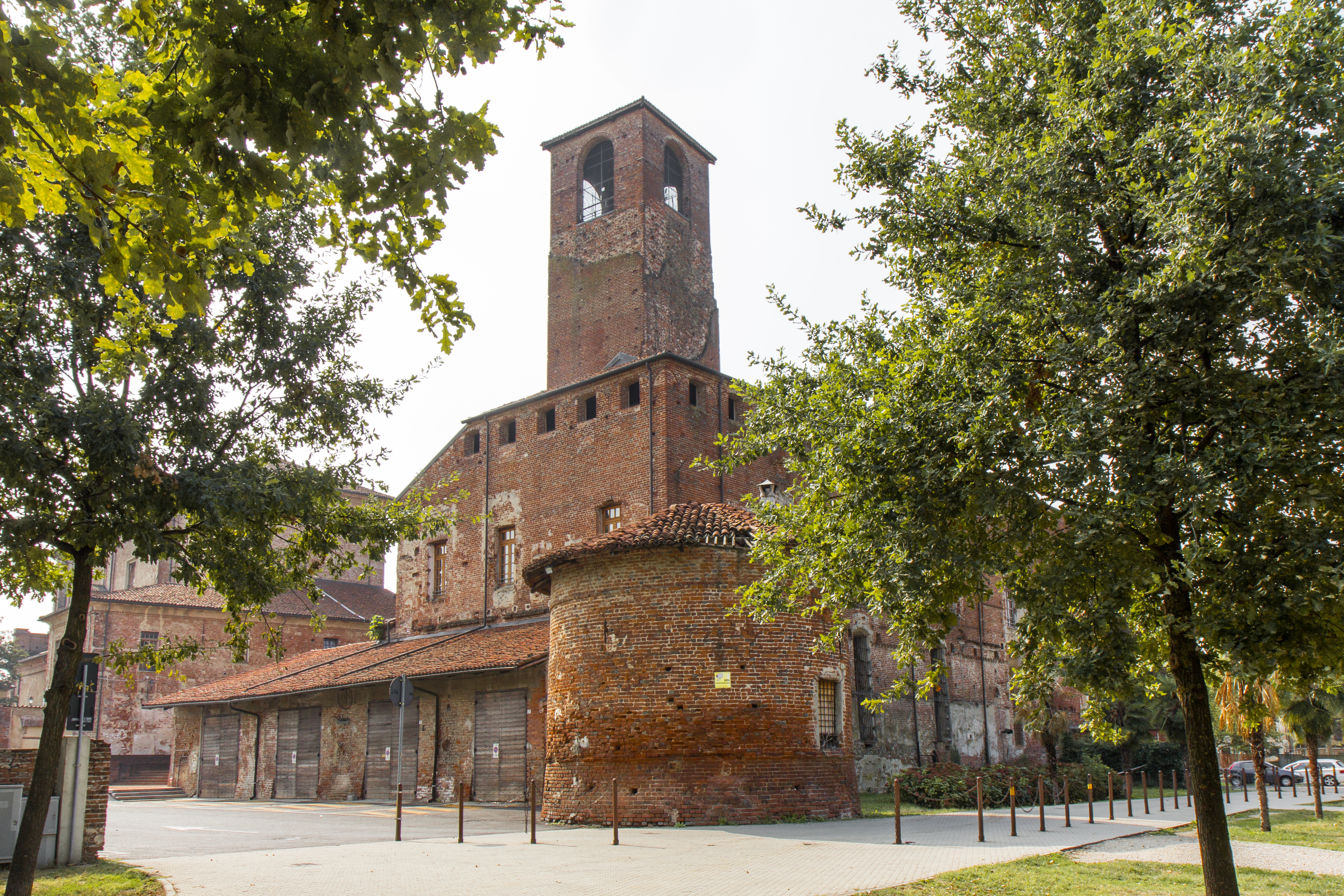